# Trece a la mesa
Trece a la mesa (Thirteen at Dinner) es una película de misterio para televisión de 1985. El telefilme está protagonizada por el famoso detective belga Hércules Poirot. Adaptada por Rod Browning de la novela La muerte de Lord Edgware de Agatha Christie, de 1933, fue dirigida por Lou Antonio y protagonizada por Peter Ustinov, Faye Dunaway, Jonathan Cecil, Diane Keen, Bill Nighy y David Suchet, que representó más tarde el papel de Poirot en la larga serie de televisión titulada Agatha Christie's Poirot.

## Sinopsis
Una actriz de cine estadounidense es la principal sospechosa de un crimen investigado por Scotland Yard. Se trata precisamente del asesinato del marido de la actriz, Lord Edgware.

## Reparto
| Actor             | Personaje                        |
| ----------------- | -------------------------------- |
| Peter Ustinov     | Hércules Poirot                  |
| Faye Dunaway      | Jane Wilkinson / Carlotta Adams  |
| Jonathan Cecil    | Arthur Hastings                  |
| Bill Nighy        | Ronald Marsh                     |
| Diane Keen        | Jenny Driver                     |
| David Suchet      | inspector James Japp             |
| John Stride       | director de cine                 |
| Benedict Taylor   | Donald Ross                      |
| Lee Horsley       | Bryan Martin                     |
| Allan Cuthbertson | Sir Montague Corner              |
| John Barron       | Lord George Edgware              |
| Lesley Dunlop     | Alice Bennett                    |
| Avril Elgar       | miss Carroll                     |
| Amanda Pays       | Geraldine Marsh                  |
| John Quarmby      | mayordomo de Sir Montague Corner |
| Pamela Salem      | Sra. Wildburn                    |
| Lou Antonio       | productor de cine                |
| David Frost       |                                  |
| Tony Hawks        |                                  |